# راغودة سوداء الشعر
راغودة سوداء الشعر (الاسم العلمي: Rhagodes melanochaetus) هي نوع من العنكبوتيات تتبع جنس الراغودة من فصيلة الراغودات.